# Alliance pour la démocratie et la république
L'Alliance pour la démocratie et la république (Abrégé ADR-Mahita) est un parti politique du Niger dirigé par Ibrahim Idi Ango Ousmane.

## Histoire
L'Alliance pour la démocratie et la république est enregistrée en tant que parti politique le 28 septembre 2020.
Le premier congrès du parti a eu lieu le 24 octobre 2020 à Niamey, Ibrahim Idi Ango Ousmane est alors élu président du parti.

## Résultats

### Élections présidentielles
| Année     | Candidat                 | 1er tour | 1er tour | 2d tour | 2d tour | Résultat |
| Année     | Candidat                 | Voix     | %        | Voix    | %       | Résultat |
| --------- | ------------------------ | -------- | -------- | ------- | ------- | -------- |
| 2020-2021 | Ibrahim Idi Ango Ousmane | 56 100   | 1,17     | -       | -       | Élu Non  |

### Élections législatives
| Année | Voix   | %    | Élus    | Rang |
| ----- | ------ | ---- | ------- | ---- |
| 2020  | 41 306 | 0,88 | 1 / 166 | 20e  |